# Mediterranean Shipping Company
Mediterranean Shipping Company S.A. (MSC) je italijanska ladijska družba s sedežem v Ženevi v Švici. Je za Maerskom drugi največji kontejnerski ladjar na svetu. MSC ima v floti 471 kontejnerskih ladij s skupno kapaciteto 2.435.000 TEU. Najpomembnejše pristanišče družbe je Antwerpnu v Belgiji.
Leta 2018 je bil MSC odgovoren za približno 11 megatonov CO2; zaradi tega je MSC eden izmed desetih emisij CO2 z največjo količino toplogrednih plinov v EU. Z izjemo Ryanaira so vseh ostalih devet izdajnikov CO2 premogovne elektrarne v Nemčiji ali na Poljskem.
Podjetje MSC je bilo ustanovljeno leta 1970, ko je Gianluigi Aponte kupil svojo prvo ladjo Patricio in kasneje še Rafaelo. Podjetje je hitro rastlo, do leta 1977 je operiralo v Evropi, Afriki in Indijskem oceanu, v 1980-ih pa se je razširilo še v Severno Ameriko in Avstralijo. Podjetje danes operira v okrog 315 pristaniščih po vsem svetu.
Leta 1980 je MSC kupil križarsko podjetje Lauro Lines in ga leta 1995 preimenoval v Mediterranean Shipping Cruises (MSC Cruises).